# ZPL (programozási nyelv)
A ZPL oldalleíró programozási nyelv, elsősorban címkenyomtató alkalmazások készítésénél használatos, nyomtatóvezérléshez. Elnevezését a Zebra Technologies nyomtatógyártó cégről kapta, de számos egyéb etikettnyomtató támogatja. A ZPL segítségével különféle, általában ügyviteli területeken használatos címkék készíthetőek, például vonalkódok, árcédulák, gyártási számot tartalmazó matricák. Használatának fő előnye a szokványos nyomtatóvezérléssel szemben a direkt vezérlésnek köszönhető nagy nyomtatási sebesség.
Néhány nyomtató szintén támogatja a régebbi Eltron Programozási nyelvet (angol rövidítéssel EPL) is.

## Parancsok
A parancsok mindig '^' jellel kezdődnek. A ZPL II több mint 170 parancsot tartalmaz, melyek segítségével szövegek, vonalkódok írhatóak ki a nyomtatóra különféle formátumban. Minden formátumot egy ^XA paranccsal kell kezdeni és ^XZ pranccsal kell befejezni.
Például a betűméret kiküldése a nyomtatóra a ^ADN,n,m paranccsal lehetséges, ahol n és m számok egész számok, a  ^ADN,18,10 a legkisebb méret és ^ADN,180,100 a legnagyobb.

## Példa kód
A következő parancssorozat a „Wikipedia” szöveget írja ki a nyomtatóra.
```
^XA^LH30,30
^FO20,10^ADN,200,40^FDWikipedia^FS
^LH0,0
^XZ

```

## Fordítás
Ez a szócikk részben vagy egészben  a   Zebra (programming language) című angol Wikipédia-szócikk ezen változatának fordításán alapul.  Az eredeti cikk szerkesztőit annak laptörténete sorolja fel. Ez a jelzés csupán a megfogalmazás eredetét és a szerzői jogokat jelzi, nem szolgál a cikkben szereplő információk forrásmegjelöléseként.